# حذف میانی
در واج‌شناسی، حذف میانی (به انگلیسی: Syncope (phonology)) از دست دادن یک یا چند صدا از داخل یک کلمه، به ویژه از دست دادن یک واکه بدون تأکید است. در تجزیه و تحلیل همزمان و دو طرفه زبانها یافت می‌شود. نقطه مقابل آن، که به موجب آن صداها اضافه می‌شود، میان‌هشت است.

## تجزیه و تحلیل همزمان
تجزیه و تحلیل همزمان، پدیده‌های زبانی را در یک لحظه از تاریخ یک زبان، معمولاً در حال حاضر، مطالعه می‌کند، در مقایسه با تحلیل دو طرفه، که حالات یک زبان و الگوهای تغییر را در یک بازه زمانی تاریخی مورد مطالعه قرار می‌دهد. در زبانهای مدرن، حذف میانی در تصریف، شعر و گفتار غیررسمی رخ می‌دهد.